# Islands herrlandslag i fotboll
Islands herrlandslag i fotboll tillhörde fram till mitten av 1990-talet de så kallade "strykgängen" med modesta framgångar på planen. Fram till 2015 hade man aldrig kvalificerat sig till något större mästerskap. Under 2010-talet har laget stigit i världsrankingen, efter ett antal jämna och ofta segerrika möten i kvalsammanhang. Åren 2011–2016 fungerade Lars Lagerbäck som ensam eller en av förbundskaptenerna för landslaget.
I kvalet till VM 2014 nådde man avgörande playoff-spel, där Island till slut föll mot mot Kroatien. I kvalet till EM 2016 spelade landslaget än bättre, och efter segrar mot bland annat Nederländerna (två gånger) och Tjeckien gick man till sitt första EM-slutspel. Väl där gick laget vidare från gruppspelet och tog sig till kvartsfinal genom att slå England i åttondelsfinalen. Man förlorade kvartsfinalen mot hemmalaget och blivande finalisterna Frankrike med siffrorna 5-2 (4-0 i halvtid), men herrlandslagets största framgång var därmed ett faktum. Landslagets matcher i EM 2016 följdes av i snitt 3/4 av landets befolkning, antingen på plats eller via TV.
Island kvalificerade sig till VM i Ryssland 2018 vilket är deras första VM någonsin. Island är det minsta landet i befolkning någonsin att delta i VM i fotboll.
Landslaget har Laugardalsvöllur i Reykjavik som sin hemmaarena. Under 2010-talet spelar i princip alla landslagsaktuella spelare i större eller mindre fotbollsligor i andra europeiska länder.

## Historik
Islands fotbollsförbund bildades 1921 och är sedan 1923 medlem av Fifa samt sedan 1954 av Uefa. Island spelar sina större matcher på huvudarenan Laugardalsvöllur.
Första internationella matchen spelades den 17 juli 1946 hemma i Reykjavik mot Danmark, vilken Island förlorade med 0–3. 
Största segern hittills är 9–0 över Färöarna, 10 juli 1985. Största förlusten kom 23 augusti 1967 borta mot Danmark (2–14). Island har firat mindre framgångar, som till exempel då de spelade 1–1 mot Frankrike i inledningen av kvalspelet till EM 2000.
Den 18 augusti 2004 nådde Island en stor framgång genom att vinna en träningsmatch mot Italien med 2-0 i Reykjavik.
Under kvalet till EM 2016 lyckades Island ta sig hela vägen fram till slutspelet genom att bland annat slå Nederländerna, Tjeckien, Lettland och Turkiet. I själva slutspelet nådde man kvartsfinal.
Island kvalificerade sig för första gången någonsin till VM 2018.

## Island i VM-turneringar
- 1930–1950 – Ställde ej upp
- 1954 – Deltagande ej godkänt av FIFA
- 1958 – Ej kvalificerade
- 1962–1970 – Ställde ej upp
- 1974–2014 – Ej kvalificerade
- 2018 – Första omgången

### 1950- till 1970-talet
Kvalspelet till VM 1958 slutade med en dunderflopp mot Belgien och Frankrike. Man förlorade alla fyra matcher och slutade på 0 poäng med målskillnaden 6-26.
I kvalet till VM 1974 hamnade de i en grupp med Nederländerna, Norge och Belgien. Precis som 1958 blev det 0 poäng och målskillnaden 2-29.
I kvalet till VM 1978 hamnade de i en grupp med Nordirland, Belgien och Nederländerna. Det blev förluster mot både Belgien och Nederländerna. Men mot Nordirland vann de hemma men förlorade borta. Det gav Islands första poäng, men de slutade ändå sist i gruppen, med bara två poäng.

### 1980-talet
Därmed var varken förväntningarna eller förhoppningarna särskilt stora inför nästa mästerskapsval till VM 1982 heller. 2 segrar blev det, båda mot jumbon Turkiet samt två oavgjorda matcher mot stornationen Tjeckoslovakien och Wales. Men mot de mer meriterade nationerna blev förlusterna förnedrande stora men Island kunde ändå glädjas åt att för första gången inte behöva se sig på jumboplatsen i tabellen.
Kvalet till VM 1986 fick i och för sig en smakstart för Island då man besegrade Wales i första omgången med uddamålet. Magnús Bergs hette den då hjältehyllade målskytten. Glädjen blev dock kortvarig, poängen från den första omgången blev den enda som flödade in på Islands poängkonto. Helt hopplöst såg läget dock inte ut till en början. I båda matcherna mot spanjorerna hade islänningarna 1-0 ledning men ändå slutade båda matcherna med spansk uddamålsseger.
Starten av nästa kvalbatalj till VM 1990 började minst lika bra. Island kunde benämna sig obesegrade efter 2 matcher, 1-1-resultat mot Turkiet och Sovjetunionen och då bör kanske tilläggas att Island haft ledningen i båda. Östtyskland blev dock för svåra, bortamatchen slutade 2-0 till DDR. Men Island fixade nya poäng mot Sovjet och Österrike, denna gång var det Island som kvitterade sent mot Sovjet till 1-1 och Österrikematchen gav en poäng i en tråkig mållös match. Totalt förlorade Island faktiskt bara två matcher, den andra kom i bortamatchen mot Österrike, trots detta blev Island jumbo i en jämn grupp med Island bara tre poäng ifrån avancemang.

### 1990-talet
Isländska laget började på nittiotalet smått etablera sig som lag och stod sällan för brakförluster i kvalspelen. Framför allt var det försvarsspelet där Island sakta men säkert blivit skickligare. I VM-kvalet till USA-VM 1994 släppte ö-laget endast in 7 mål på 8 kvalmatcher. För första gången lyckades Island vinna tre kvalmatcher i samma kvalspel 1-0 över Luxemburg, 2-0 över Ungern och 2-1 över Ungern. Dessutom 1-1-matcher mot Luxemburg och Ryssland. Förlusterna skrevs till tre stycken, alla med uddamålet. Kort sagt en heroisk isländsk insats som dock inte innebar slutspel.
Förväntningarna inför nästa kvalspel var därmed upphaussade, men detta var dock förväntningar som inte infrias. Största glädjeämnet var väl de två 4–0-segrarna över blåbärslaget från Liechtenstein. Tre oavgjorda matcher blev det också men detta placerade naturligtvis Island långt ifrån tabelltoppen med endast Liechtenstein bakom.

### 2000-talet
Kvalspelet till VM 2002 blev även det ett något mellanmjölksmässigt kvalspel som blandade och gav. Dels en skrällseger över favorittippade Tjeckien men även 3-0-förlust mot ett betydligt sämre Nordirland. Storförlust mot Danmark med 6-0 varvades med övertygande dubbelsegrar mot Malta. Slutresultatet 4 segrar, 1 oavgjorda samt 5 förluster är ganska så talande för kvalspelet. Varken bottennapp eller succé men inte på långa vägar något som räckte till slutspel.
Inför kvalspelet till VM 2006 väntade Island fortfarande på att för första gången kvalificera sig för ett mästerskapsslutspel. Även om man inte väntat sig att vara i närheten av att nå denna bedrift får kvalspelet ur isländsk synpunkt ses som ett misslyckande. Kvalet började med 3-1-förlust mot et överlägset Bulgarien, men inte ens mot de lägre rankade lagen i gruppen kunde Island plocka värdefulla poäng. Ungern vann knappt med 3-2 och blåbärsnationen Malta som tidigare fallit med 7-0 mot Sverige kunde även de stå emot Island och få med sig 0-0. Storförluster mot favoriterna Kroatien och Sverige följdes av ännu ett knapp förlust mot Ungern. Islands storstjärna Eiður Guðjohnsen levererade men hans sex mål i kvalet var förgäves då Islands försvarsspel var otroligt svajigt. Utan seger behövde man dock inte bli då Malta kunde slås hemma med 4-1 vilket reste Island upp från jumboplatsen i gruppen.
I kvalspelet till världsmästerskapet i fotboll 2010 (UEFA) hamnade de i samma grupp som Nederländerna, Skottland, Norge och Makedonien. Det blev inga större framgångar för Island under kvalet. De bästa matcherna var mot Norge (2-2 borta och 1-1 hemma) och Makedonien (1-0 hemma och 0-2 borta).

### 2010-talet
Inför kvalet till 2014 års upplaga av VM var svenske Lars Lagerbäck tränare för Island, och han stod för uppgiften att ta Island till sitt första mästerskap. Kvalet började lovande med en något överraskande 2-0-seger mot Norge, men dessvärre följdes detta av en uddamålsförlust mot bottenrankade Cypern.
I tredje omgången var marginalerna dock på Islands sida, och man kunde inkassera en viktig bortaseger mot Albanien. Jämnheten fortsatte dock att lysa med sin frånvaro, och i fjärde omgången åkte man på en 2-0-förlust mot favorittippade Schweiz. Men Island ryckte återigen upp sig och vann en ännu en viktig bortaseger mot Slovenien. Returmötet i Island gick dessvärre inte lika felfritt utan innebar isländsk förlust med 4-2. Detta placerade så långt Island på en tredje plats, en poäng efter Albanien samt 5 efter Schweiz.
Efter sommaruppehållet svarade Island för en bragdvändning liknande den Sverige utförde mot Tyskland. Efter att tidigt ha chockat bortapubliken i Schweiz med ett ledningsmål efter bara någon minut tappade man allt och låg under med 4-1 i femtioförsta minuten. Kolbeinn Sigþórsson replikerade snabbt till 4-2 kort efter Schweiz fjärde mål. 1-0-målskytten Jóhann Berg Guðmundsson reducerade 22 minuter från slutet till 4-3 och sköt dessutom in 4-4 på stopptid. Detta gav Island en bragdartad poäng som höll Island kvar i gruppens toppstrid.
Det fortsatte i dur, och Island vann den oerhört viktiga matchen mot Albanien med 2–1 efter att ha vänt ett tidigt 0–1-underläge. Näst sista matchen mot jumbon Cypern gick felfritt – 2-0 efter att anfallaren Gylfi Sigurðsson gjort sitt fjärde mål i kvalet. I sista direkt avgörande matchen mot nordiska konkurrenten Norge var det dags för en annan målskytt att kliva fram och göra sitt fjärde mål för kvalet, Kolbeinn Sigþórsson. Trots en norsk kvittering lyckades Island till slut kvalificerat sig för ett playoff-möte.
Där ställdes man mot Kroatien med världsspelare såsom Luka Modrić och Mario Mandžukić. I hemmamötet på ett kallt Laugardalsvöllur lyckades islänningarna hålla ut trots starka kroatiska forceringar mot slutminuterna. 0-0 fick anses som ett godkänt resultat, efter att man fått en något tveksam utvisning i början på andra halvlek och därmed spelade med en man mindre i cirka 40 minuter av matchen. Island förlorade dock returmötet i Zagreb med 2–0, vilket innebar att Kroatien kvalificerade sig för VM-slutspelet i Brasilien, men inte Island.
Island kvalificerade sig för första gången någonsin till VM 2018.

## Island i EM-turneringar
- 1960 – Ställde ej upp
- 1964 – Ej kvalificerade
- 1968–1972 – Ställde ej upp
- 1976–2012 – Ej kvalificerade
- 2016 – Kvartsfinal

### 1960- och 1970-talet
Island spelade sitt första EM-kval till EM 1964, men det blev hemgång efter 2-4 borta och 1-1 hemma mot Irland.
Nästa kval spelade man till EM 1976. Man lottades i samma grupp som Östtyskland, Belgien och Frankrike. Efter 2-1 hemma och 1-1 borta mot Östtyskland samt en pinne mot Frankrike slutade Island sist i sin grupp med fyra poäng.
Efter detta kval blev det nya tag med 1980 års kval. Island förlorade samtliga matcher och slutade därför sist i gruppen.

### 1980-talet
Det kommande kvalet, till EM 1984 i Frankrike slutade med endast en vinst mot Malta (1-0 hemma). Den enda andra poängen skulle bli en skrällpoäng hemma mot Nederländerna (1-1). Det hindrade holländarna från en eventuell EM-plats.

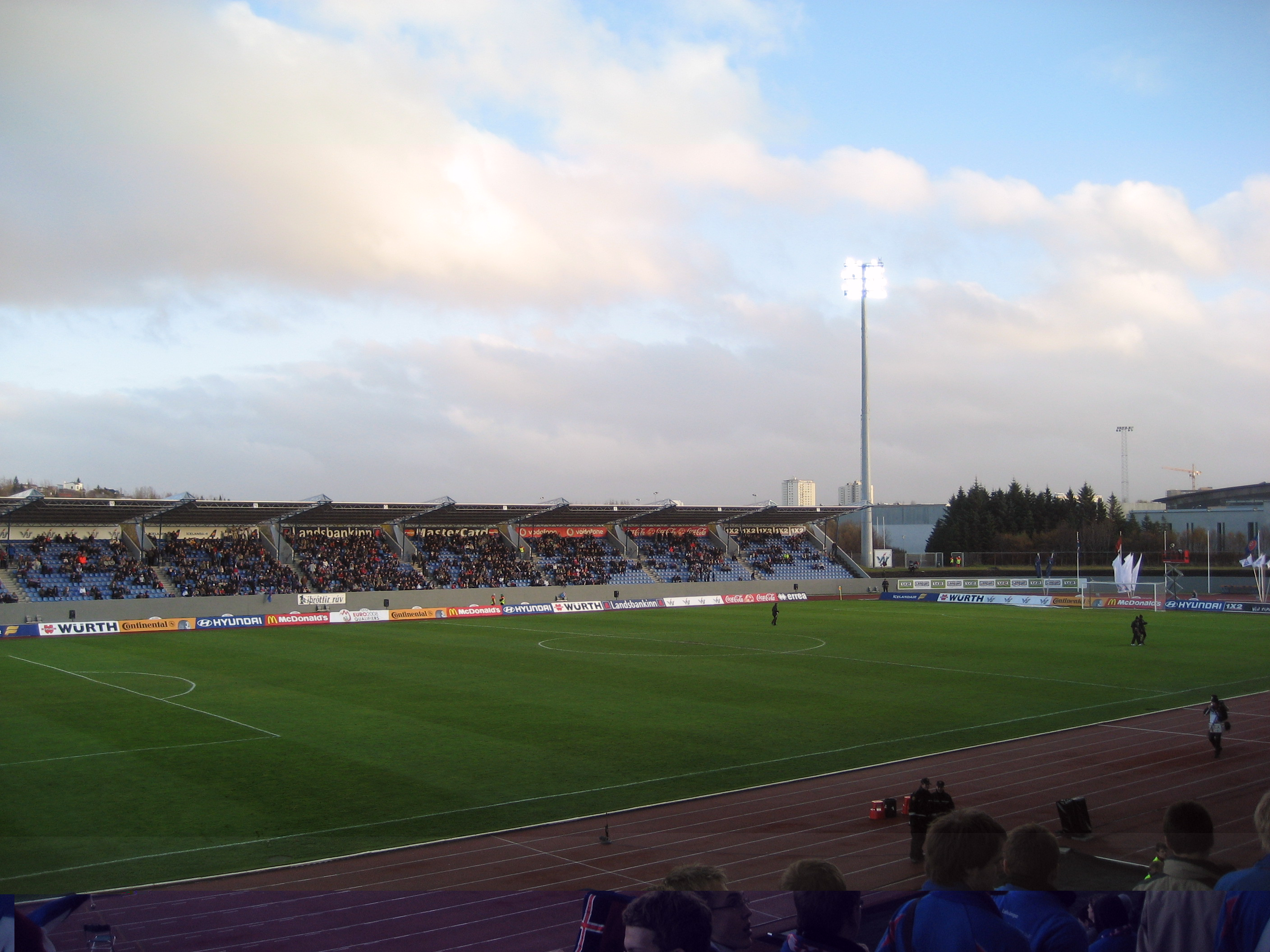
Nationalarenan Laugardalsvöllur under kvalspelet till Europamästerskapet 2008.

I nästkommande kval, 1988 års kval, gick bättre för Island. Två segrar mot Norge samt två oavgjorda räckte till att sluta fyra i gruppen, före just Norge. Det stora framsteget var att man lyckats förbättra både försvaret och anfallet, och i synnerhet anfallet. Trots bara fyra gjorda mål (tre i 1984 års kval) så släppte man "bara" in tio mål, tre färre än det senaste kvalet.

### 1990-talet
1992 års kval fick Island en målskillnad på 7-10, trots att bara Albanien var det enda laget som låg efter i tabellen. Poängmässigt gick det dock inte så bra, och det var efter två segrar hemma mot Spanien och Island.
Till 1996 års kval lottades Island med bland annat Sverige i gruppen. Förväntningarna var måttliga efter det respektabla kvalet till VM i USA 1994. Större framgångar nåddes inte, en vinst mot Ungern och oavgjort mot Turkiet och Sverige räckte inte för att undvika jumboplatsen.
Vid kvalet till EM 2000 kom Island fyra, bakom Frankrike, Ukraina och Ryssland. Island tog två poäng mot de två bästa lagen i gruppen och en skrällseger mot Ryssland.

### 2000-talet
Kvalet till EM 2004 tillhörde de bättre för Islands del då de slutade grupptrea, bara en poäng bakom Skottland. De lyckades dock bara ta en poäng (hemma mot Tyskland) mot de två bästa lagen i gruppen.
Till 2008 års EM-kval placerade Island i en grupp tillsammans med Danmark, Lettland, Liechtenstein, Nordirland, Spanien och Sverige. De blev blandade resultat igenom hela kvalet. De matcher som gick bäst var mot Nordirland (3-0 borta och 2-1 hemma) och Spanien (1-1 hemma och bara 0-1 borta).

### 2010-talet
2012 års kval gick mindre bra för Island, som till sist slutade fyra i gruppen med fyra poäng. De fyra poängen togs mot Cypern efter 1-0 hemma och 0-0 borta.
Vid kvalet till 2016 års EM-slutspel lyckades Island, med Lars Lagerbäck som förbundskapten, ta sig hela vägen till sitt första slutspel. De besegrade samtliga kvalmotståndare (Nederländerna, Tjeckien, Lettland, Turkiet och Kazakstan), och ett hejdlöst firande bröt ut på ön. Efter bragden hyllades Lagerbäck med bland annat ett eget öl.
EM i Frankrike
I EM 2016 ställdes man mot ett högt tippat Portugal samt Ungern och Österrike.
Laget låg under mot blivande europamästarna Portugal under nästan halva matchen men gjorde till slut 1–1 och nådde 1 poäng. I andra matchen mot Ungern ledde man en stund men nickade sedan in ett självmål med slutresultatet 1–1. Island hade följt Lagerbäcks plan helt och hållet, men två inhoppare gjorde misstagen vid självmålet. I den sista gruppspelsmatchen mot Österrike tog man ledningen i första halvleken. Matchen slutade 2–1 till Island, efter ett segermål i sista förlängningsminuten. Därmed blev Island tvåa i gruppen och tog sig vidare till åttondelsfinal mot England.

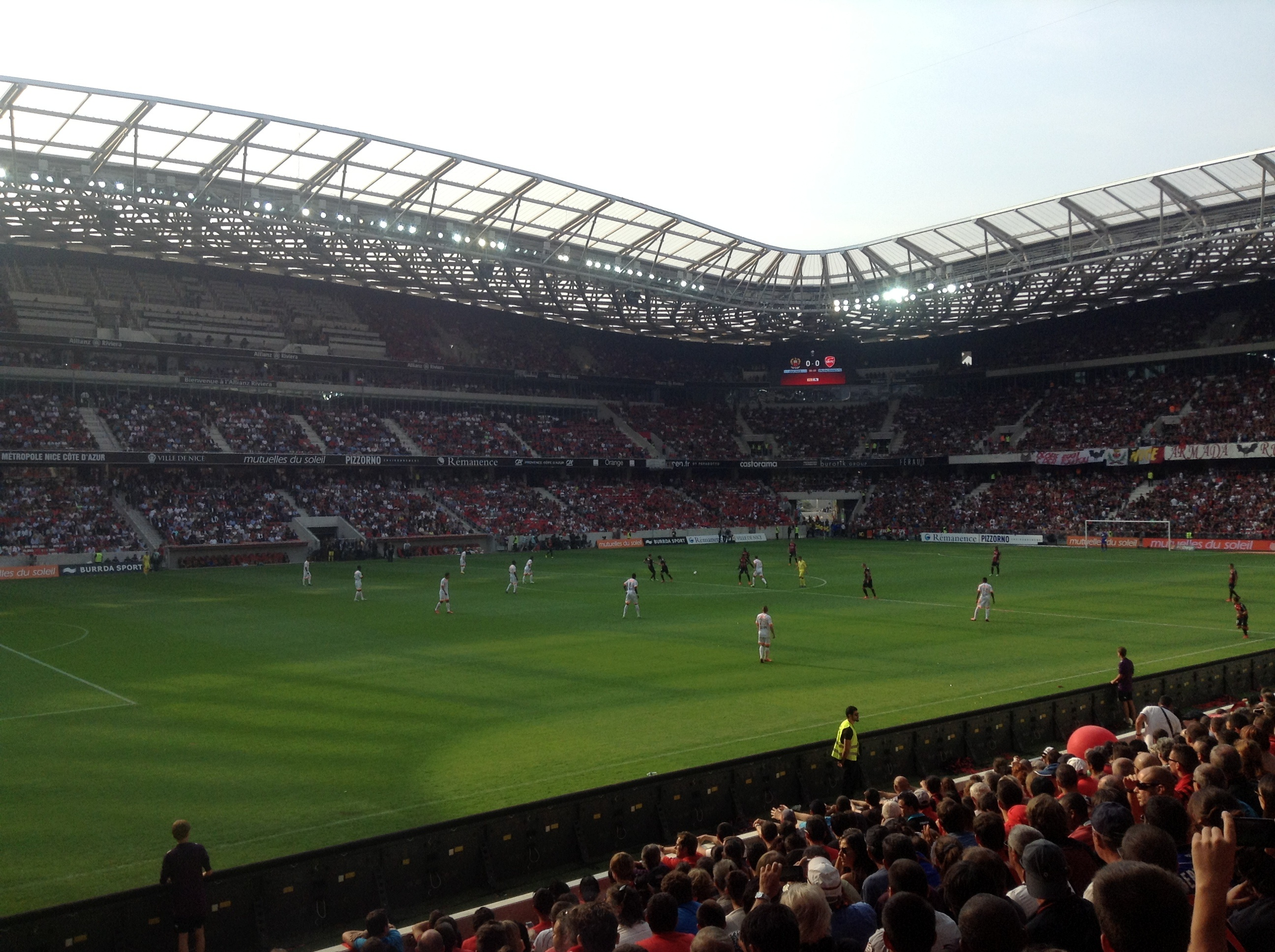
Åttondelsfinalen i EM 2016 spelades på Stade de Nice.

Laguppställning i åttondelsfinalen mellan England och Island i EM 2016.

Åttondelsfinalen mot England den 27 juni spelades på Stade de Nice. England tog ledningen efter fyra minuters spel, sedan målvakten Halldórsson förorsakat straff. Island lyckades dock både kvittera (två minuter senare, efter ett långt inkast) och går ifrån till 2–1 innan 18 minuter förlöpt av matchen. Under resten av halvleken och större delen av andra halvlek ägnade sig Island mestadels åt ett framgångsrikt försvar av sitt eget mål, avbrutet av ett antal farliga kontringar.
När slutsignalen ljöd hade inga fler mål producerats. De isländska spelarna – inklusive de båda målskyttarna Ragnar Sigurðsson och Kolbeinn Sigþórsson – tackade de cirka 4 000 tillresta isländska supportrarna med sin särskilda segerceremoni betitlad Vulkanen, utmärkt av ett synkroniserat och accentuerat överhuvudsklappande och dov ljudstöt ihop med publiken. Direkt efter matchen avgick Englands förbundskapten Roy Hodgson från sin post, och den engelska pressen jämförde den sportsliga engelska katastrofen i Nice med ett antal mindre lyckosamma händelser på hemmaplan under den gångna veckan. Island hade samtidigt nått sin möjligen största idrottsliga framgång genom tiderna och ställdes därefter i sin kvartsfinal mot värdlandet Frankrike.
Kvartsfinalen mot Frankrike spelades den 3 juli på Stade de France. Efter att Frankrike tagit två tidiga mål kunde laget kontrollera spelet. Ytterligare två mål kom i slutet av halvleken. I matchminut 56 reducerade Island (Sithorsson), men Frankrike utökade åter ledningen tre minuter senare. Sista målet föll i 84:e minuten (Bjarnason). Efter slutsignalen i den här 2–5-matchen tackade de regnblöta isländska spelarna dock de tillresta landsmännen med sin sista "vulkan" för turneringen.
Intresset för landslagets öden under EM-turneringen var stor på hemmaplan. En tittarundersökning efter Islands match mot Österrike gav vid handen att matchen lockade 99,8 procent av TV-tittarna och att 54,5 procent av Islands totala befolkning såg matchen i sin helhet. Åttondelsfinalen mot England bevakades av 99,3 procent av måndagskvällens isländska TV-tittare, vilket motsvarade 75,1 av landets befolkning.

## Nuvarande trupp
Följande spelare var uttagna till EM-kvalmatchen mot Rumänien den 8 oktober samt Uefa Nations League-matcherna mot Danmark den 11 oktober och Belgien den 14 oktober 2020.
Antalet landskamper och mål är korrekta per den 8 oktober 2020 efter matchen mot Rumänien.
| Nr | Pos. | Namn                      | Födelsedatum (ålder) | Matcher | Mål |               | Klubb              |  |
| -- | ---- | ------------------------- | -------------------- | ------- | --- | ------------- | ------------------ |  |
|    | MV   | Hannes Þór Halldórsson    | 27 april 1984        | 71      | 0   | Island        | Valur              |  |
|    | MV   | Ögmundur Kristinsson      | 19 juni 1989         | 16      | 0   | Grekland      | Olympiakos         |  |
|    | MV   | Rúnar Alex Rúnarsson      | 18 februari 1995     | 5       | 0   | England       | Arsenal            |  |
|    |      |                           |                      |         |     |               |                    |  |
|    | F    | Ragnar Sigurðsson         | 19 juni 1986         | 95      | 5   | Danmark       | FC Köpenhamn       |  |
|    | F    | Birkir Már Sævarsson      | 11 november 1984     | 92      | 1   | Island        | Valur              |  |
|    | F    | Kári Árnason              | 13 oktober 1982      | 85      | 6   | Island        | Víkingur Reykjavík |  |
|    | F    | Ari Freyr Skúlason        | 14 maj 1987          | 73      | 0   | Belgien       | Oostende           |  |
|    | F    | Sverrir Ingi Ingason      | 5 augusti 1993       | 31      | 3   | Grekland      | PAOK               |  |
|    | F    | Hörður Björgvin Magnússon | 11 februari 1993     | 30      | 2   | Ryssland      | CSKA Moskva        |  |
|    | F    | Hjörtur Hermannsson       | 8 februari 1995      | 16      | 1   | Danmark       | Brøndby            |  |
|    | F    | Hólmar Örn Eyjólfsson     | 6 augusti 1990       | 15      | 2   | Norge         | Rosenborg          |  |
|    |      |                           |                      |         |     |               |                    |  |
|    | MF   | Aron Gunnarsson           | 22 april 1989        | 88      | 2   | Qatar         | Al-Arabi           |  |
|    | MF   | Birkir Bjarnason          | 27 maj 1988          | 87      | 13  | Italien       | Brescia            |  |
|    | MF   | Jóhann Berg Guðmundsson   | 27 oktober 1990      | 76      | 7   | England       | Burnley            |  |
|    | MF   | Gylfi Sigurðsson          | 8 september 1989     | 75      | 24  | England       | Everton            |  |
|    | MF   | Arnór Ingvi Traustason    | 30 april 1993        | 35      | 5   | Sverige       | Malmö FF           |  |
|    | MF   | Rúnar Már Sigurjónsson    | 18 juni 1990         | 26      | 1   | Kazakstan     | Astana             |  |
|    | MF   | Victor Pálsson            | 30 april 1991        | 18      | 0   | Tyskland      | Darmstadt 98       |  |
|    | MF   | Arnór Sigurðsson          | 15 maj 1999          | 10      | 1   | Ryssland      | CSKA Moskva        |  |
|    | MF   | Mikael Anderson           | 1 juli 1998          | 6       | 0   | Danmark       | Midtjylland        |  |
|    | MF   | Jón Dagur Þorsteinsson    | 26 november 1998     | 4       | 1   | Danmark       | AGF                |  |
|    |      |                           |                      |         |     |               |                    |  |
|    | A    | Kolbeinn Sigþórsson       | 14 mars 1990         | 58      | 26  | Sverige       | AIK                |  |
|    | A    | Alfreð Finnbogason        | 1 februari 1989      | 58      | 15  | Tyskland      | Augsburg           |  |
|    | A    | Jón Daði Böðvarsson       | 25 maj 1992          | 50      | 3   | England       | Millwall           |  |
|    | A    | Viðar Örn Kjartansson     | 11 mars 1990         | 26      | 3   | Norge         | Vålerenga          |  |
|    | A    | Albert Guðmundsson        | 15 juni 1997         | 13      | 3   | Nederländerna | AZ                 |  |

### Flest antal landskamper
Nedan listas spelare med flest antal landskamper. Statistiken är uppdaterad fram till och med 22 juni 2016.
Not: Några träningslandskamper räknas för vissa spelare före 1990, enligt Isländska fotbollsförbundets statistik.
| Plats | Namn                     | År        | Matcher | Mål |
| ----- | ------------------------ | --------- | ------- | --- |
| 1     | Rúnar Kristinsson        | 1987–2004 | 104     | 3   |
| 2     | Hermann Hreiðarsson      | 1996–2011 | 89      | 5   |
| 3     | Eiður Smári Guðjohnsen   | 1996–2016 | 87      | 26  |
| 4     | Guðni Bergsson           | 1984–2003 | 80      | 1   |
| 5     | Brynjar Björn Gunnarsson | 1997–2009 | 74      | 4   |
| 5     | Birkir Kristinsson       | 1988–2004 | 74      | 0   |
| 7     | Arnór Guðjohnsen         | 1979–1997 | 73      | 14  |
| 8     | Ólafur Þórðarson         | 1984–1996 | 72      | 5   |
| 9     | Arnar Grétarsson         | 1991–2004 | 71      | 2   |
| 9     | Árni Gautur Arason       | 1998–2010 | 71      | 0   |
| 11    | Atli Eðvaldsson          | 1976–1991 | 70      | 8   |
| 12    | Sævar Jónsson            | 1980–1992 | 69      | 1   |
| 13    | Marteinn Geirsson        | 1971–1982 | 67      | 8   |
| 14    | Eyjólfur Sverrisson      | 1990–2001 | 66      | 10  |
| 15    | Siggi Jónsson            | 1983–1999 | 65      | 3   |
| 15    | Indriði Sigurðsson       | 2000–2014 | 65      | 2   |
| 17    | Helgi Sigurðsson         | 1993–2008 | 62      | 10  |
| 17    | Aron Einar Gunnarsson    | 2008–     | 62      | 2   |
| 19    | Birkir Már Sævarsson     | 2007–     | 60      | 1   |
| 20    | Ragnar Sigurðsson        | 2007–     | 59      | 1   |

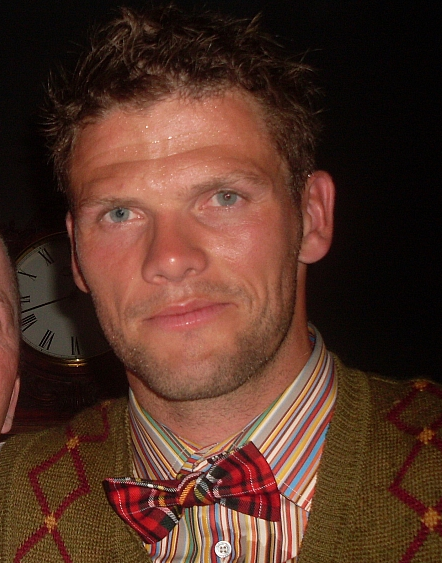
Hermann Hreiðarsson spelade 89 landskamper för Island mellan 1996 och 2011, vilket placerar honom på andra plats i statistiken.

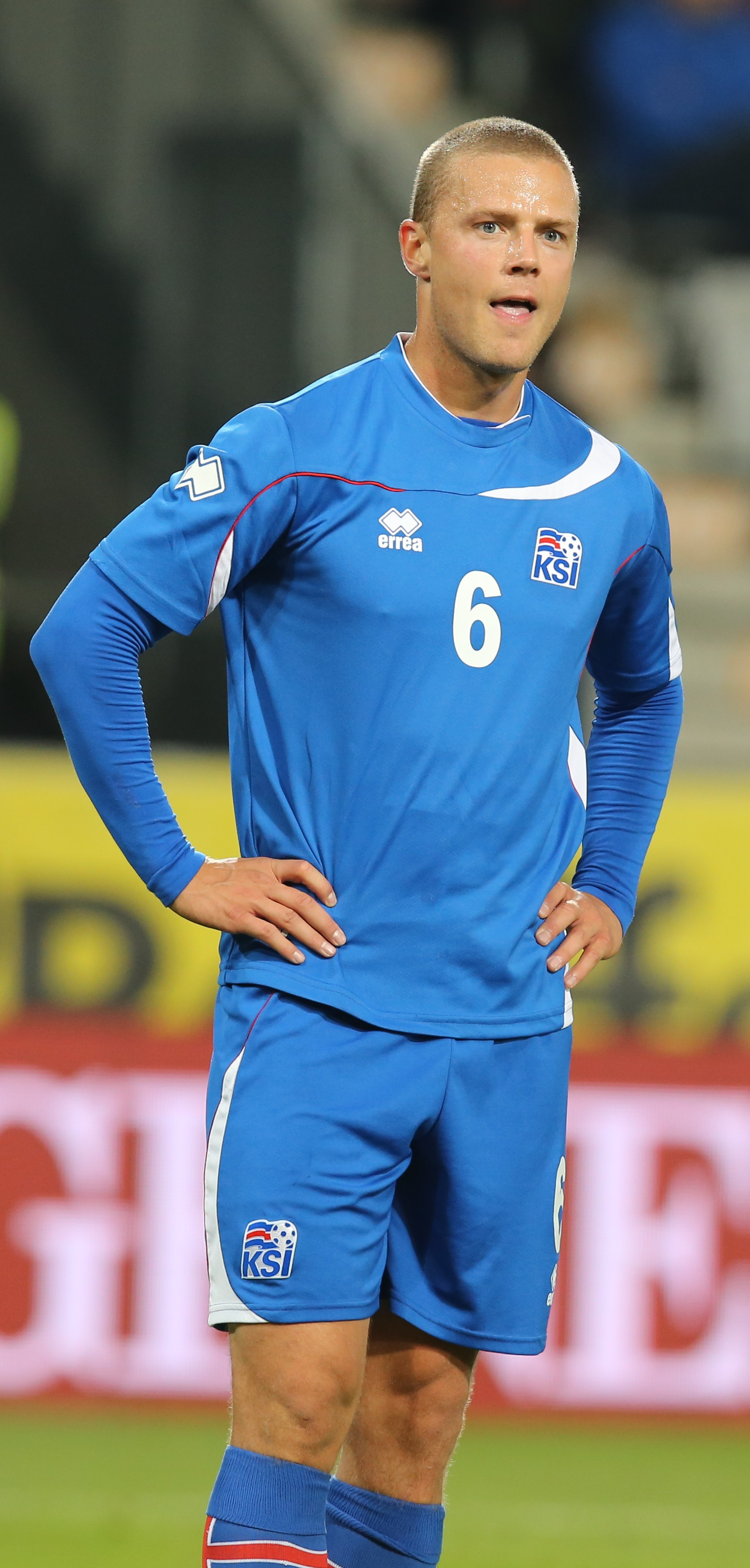
Ragnar Sigurðsson, som spelat i landslaget sedan 2007 och stod för kvitteringen i 2016 års åttondelsfinal i EM.

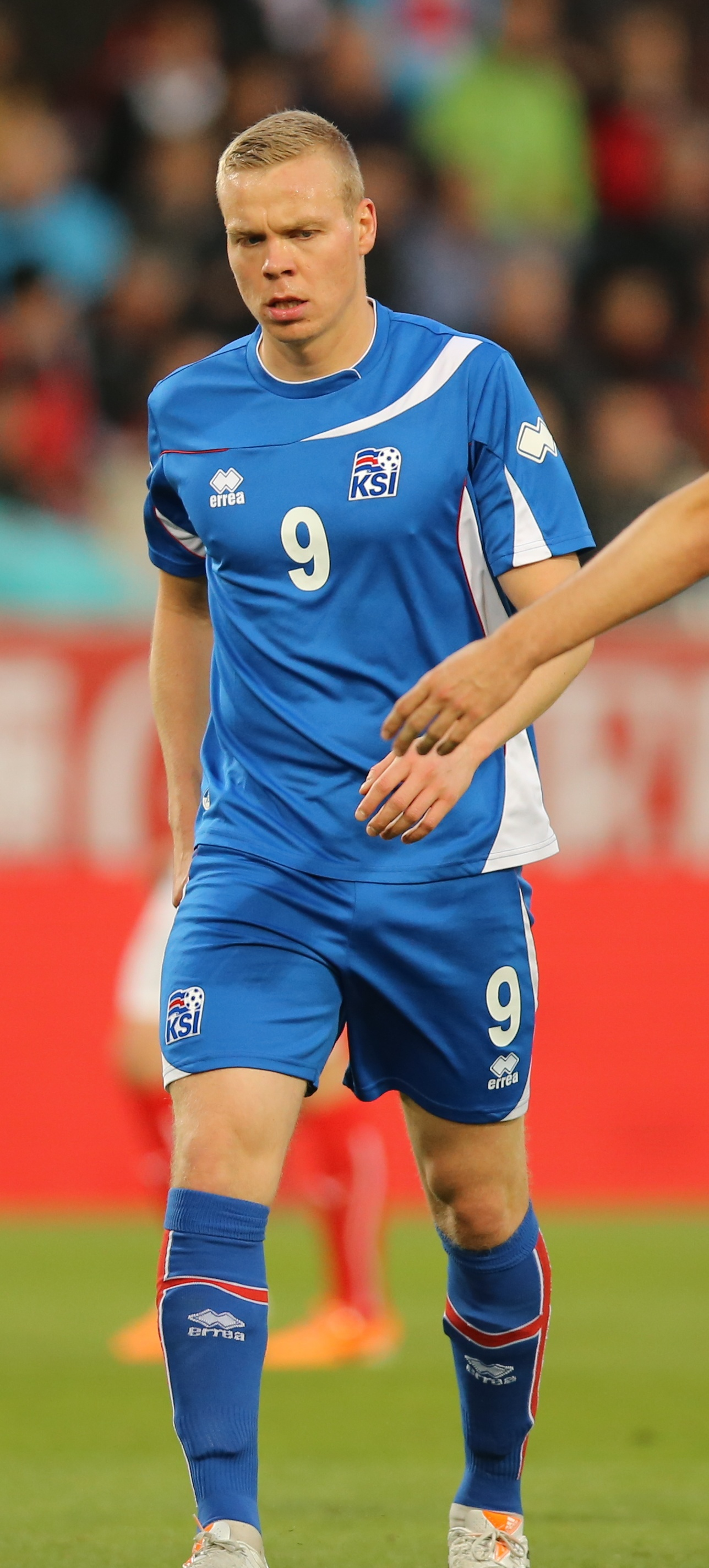
Kolbeinn Sigþórsson, landslagsman sedan 2010 och segerskytt i 2016 års EM-åttondelsfinal.

Spelarna i fetstil är fortfarande aktiva.

## Förbundskaptener
Nedan listas de olika personer som fungerat som förbundskapten / tränare för landslaget.
- 1946 –  Freddie Steel +  Murdo McDougall
- 1947 –  Roland Bergström
- 1948 –  Joe Devine
- 1949 –  Fritz Buchloh
- 1951 –  Óli B. Jónsson
- 1953 –  Franz Köhler
- 1954–56 –  Karl Guðmundsson
- 1957 –  Alex Weir
- 1958 –  Óli B. Jónsson
- 1959 –  Karl Guðmundsson
- 1960 –  Óli B. Jónsson
- 1961 –  Karl Guðmundsson
- 1962 –  Ríkharður Jónsson
- 1963–65 –  Karl Guðmundsson
- 1965 –  Ríkharður Jónsson
- 1966 –  Karl Guðmundsson
- 1967 –  Reynir Karlsson
- 1968 –  Walter Pfeiffer
- 1969–71 –  Ríkharður Jónsson
- 1972 –  Duncan McDowell
- 1972 –  Eggert Jóhannesson
- 1973 –  Örn Steinsen
- 1973 –  Henning Enoksen
- 1974–77 –  Tony Knapp
- 1978–79 –  Jurij Ilitjev
- 1980–81 –  Guðni Kjartansson
- 1982–83 –  Jóhannes Atlason
- 1984–85 –  Tony Knapp
- 1986–89 –  Sigfried Held
- 1989 –  Guðni Kjartansson
- 1990–91 –  Bo Johansson
- 1991–95 –  Ásgeir Elíasson
- 1996–97 –  Logi Ólafsson
- 1997–99 –  Guðjón Þórðarson
- 2000–03 –  Atli Eðvaldsson
- 2003–05 –  Ásgeir Sigurvinsson +  Logi Ólafsson
- 2006–07 –  Eyjólfur Sverrisson
- 2007–11 –  Ólafur Jóhannesson
- 2011–13 –  Lars Lagerbäck
- 2014–16 –  Lars Lagerbäck +  Heimir Hallgrímsson